# All by Himself
《All by Himself》為臺灣歌手王傑的第十四張個人專輯，也是第九張國語專輯，發行於1992年1月3日，由飛碟唱片公司發行，唱片編號：UFO-92208。

## 專輯簡介
專輯為王傑、陳大力共同製作，彭國華監製，封面以漫畫風格呈現，專輯內的十一首词曲全是王傑創作，為了防止盜版，專輯發行時僅先推出錄音帶，CD則在一個半月後才上市，此專輯在金曲龍虎榜上有著相當優異的成績，總共進榜十四週（兩週銷售冠軍、四週票選冠軍、一次週冠軍）成為1992年金曲龍虎榜年度亞軍（與張清芳出塞曲並列），更是榜上唯一一張個人全創作專輯
。同時也在1992年度亞洲華語唱片排行榜拿下第五名，並且憑這張專輯第二度入圍金曲獎最佳國語歌曲男演唱人；專輯中也收錄了「中華兒童福利基金會」邀請王傑譜寫的關懷兒童公益廣告片主題曲「我需要你」，王傑也參加了這支廣告片的演出，另外在拍攝「我能感覺你在說謊」MTV時，王傑也認識了他的第二任妻子莫綺雯，並譜出戀曲。

## 曲目
| 曲序 | 曲名               | 曲   | 詞   | 編曲            | 附註                     | 粵語版本                                 |
| 01   | 孤鷹               | 王傑 | 王傑 |                 |                          |                                          |
| 02   | 我能感覺你在說謊   | 王傑 | 王傑 | Ricky Ho        |                          | 說謊的愛人，收錄於專輯《封鎖我一生》     |
| 03   | 愛你的我           | 王傑 | 王傑 | Ricky Ho        |                          | 不要恨我，收錄於專輯《封鎖我一生》       |
| 04   | 你是我痛苦的最愛   | 王傑 | 王傑 | Iskandar Ismail |                          | 笑我對愛情了解，收錄於專輯《封鎖我一生》 |
| 05   | 我需要你           | 王傑 | 王傑 | Ricky Ho        | 保護兒童電視廣告主題曲   |                                          |
| 06   | 多少次             | 王傑 | 王傑 | Ricky Ho        | 台視電視劇《天眼》主題曲 | 愛得深，收錄於專輯《封鎖我一生》         |
| 07   | 在風中呼喚你的名字 | 王傑 | 王傑 | Ricky Ho        |                          | 今夜遙遠的二人，收錄於專輯《封鎖我一生》 |
| 08   | 祝你永遠快樂       | 王傑 | 王傑 |                 |                          |                                          |
| 09   | 沒有黎明的我       | 王傑 | 王傑 |                 |                          |                                          |
| 10   | 我要你為我珍惜     | 王傑 | 王傑 |                 |                          |                                          |
| 11   | 藍色的夢           | 王傑 | 王傑 |                 |                          |                                          |

## 唱片版本
- 錄音帶版
- CD版
- 黑膠唱片

## 專輯文案
這是一張很王傑的專輯 
十一首歌 
從作詞、作曲到演唱 
都是王傑在歷經這段 
歲月的心情與波瀾後 
所留下的真實記錄 
一方面 
他努力的活著 愛著 
一方面 
他專注的寫著 唱著 
雖然常常受傷 常常跌倒
但是他從不後悔 
他只想付出他的一切 
像一隻孤鷹 
在廣漠的冬夜裡盤旋 
執著於自己的天空…… 
而這一次 
他交給我們十一首親手寫下、親口唱出的歌 
循著這十一首歌所搭架的指標 
我們幾乎得以窺見王傑最隱密的內心世界 
有些歌因為聳動而誘人 
王傑的歌 
卻因為真實而充滿感人的力量 
這一次，我們不想多說 
就讓這十一首歌向你坦白 

## 音樂錄影帶
- 我能感覺你在說謊（页面存档备份，存于）（莫綺雯演出）
- 我需要你（页面存档备份，存于）
- 多少次（页面存档备份，存于）